# Tulipa scharipovii
Tulipa scharipovii är en liljeväxtart som beskrevs av Tojibaev. Tulipa scharipovii ingår i släktet tulpaner, och familjen liljeväxter. Inga underarter finns listade.